# Vulcani dell'Islanda

Carta geologica semplificata del sistema vulcanico dell'Islanda.

L'Islanda è un'isola di origine vulcanica, geologicamente giovane (circa 20 milioni di anni) e ancora in corso di formazione. La geologia di quest'isola è molto particolare, infatti l'Islanda è la più ampia parte emergente della lunga dorsale medio-atlantica ed è l'espressione terrestre e visibile di ciò che troveremo, al di sotto della superficie marina, nella dorsale medio oceanica.
La nascita geologica dell'Islanda si suppone essere causata dall'incontro tra la dorsale medio atlantica e un “Hot spot” (punto caldo): ciò ha creato le condizioni necessarie affinché nella zona occupata oggi dall'Islanda si realizzasse, sul fondo oceanico, un'intensa attività eruttiva che col tempo ha fatto accumulare così tanto materiale eruttivo da far nascere l'isola islandese. L'Islanda ha quindi un'origine esclusivamente vulcanica e l'intensa attività vulcanica è ben visibile tutt'oggi con moltissimi vulcani sparsi per tutta l'isola.

## L'attività vulcanica islandese
L'attività vulcanica islandese è molto particolare, poiché tra i vari tipi di vulcani attivi e non attivi possiamo trovare un vulcanismo di tipo fissurale, detto anche "lineare" (caratteristico proprio della dorsale medio oceanica). Nelle eruzioni fissurali la lava non fuoriesce da un unico cratere ma piuttosto da una spaccatura che si apre nel terreno, una spaccatura che può arrivare ad avere una lunghezza anche di diversi chilometri. Al termine dell'attività eruttiva la spaccatura viene riempita e a volte nascosta dalla lava che vi si solidifica fino alla sua riapertura al successivo evento eruttivo. Sopra questa frattura le continue eruzioni costruiscono col tempo un cono vulcanico. L'Islanda è spaccata in due da una faglia vulcanica che è collegata proprio alle varie eruzioni fissurali e che separa le due parti.
La particolarità islandese è dovuta alla frattura dell'Atlantico centrale (dorsale medio atlantica) e alla presenza di un punto caldo sotto l'isola. Un'idea di come l'Islanda si possa essere formata si è avuta nel 1963 quando poco distante dalle coste islandesi ha cominciato a formarsi dal mare una nuova isola vulcanica; dopo le prime emissioni di vapore che spuntavano dalla superficie marina, una serie di effusioni laviche hanno cominciato ad accumularsi dal fondo oceanico, (che in quel punto era collocato a 130 m sotto la superficie marina) e in poco tempo hanno formato l'isola di Surtsey, oggi alta fino a 170 m e collocata poco distante dalle coste islandesi.
Tali eventi non sono rari: nell'ultimo secolo nuove isole sono apparse con eruzioni sottomarine avvenute anche in Italia (Isola Ferdinandea presso Pantelleria) in Giappone o nelle isole Tonga e si ritiene che tali eventi siano alla base della formazione delle varie isole vulcaniche presenti nell'intero globo (Isole Eolie, Ischia, Stromboli, Pantelleria, Isole pontine, Capraia, isole Azzorre, Mauritius, Isole Hawaii, Isole indonesiane, isole Figi).
Nella serata del 19 marzo del 2021, il vulcano Fagradalsfjall, nella penisola Reykjanes, si è risvegliato dopo ben 800 anni (si stima che l'ultima eruzione da quella parte risale al XIII secolo), preceduto da una clamorosa attività sismica di quasi un anno, incluso in un'area geotermale importante (Krýsuvík). La penultima eruzione di un vulcano islandese si era avuta nell'aprile 2010, quando il vulcano Eyjafjöll, fermo da 187 anni, aveva ripreso la sua attività, sprigionando una nube di cenere record (secondo gli esperti, 250 milioni di metri cubi di materiale piroclastico) che, trasportata dai venti, paralizzò per una settimana i voli di quasi tutta l'Europa; l'eruzione si è poi placata soltanto a metà maggio 2010.

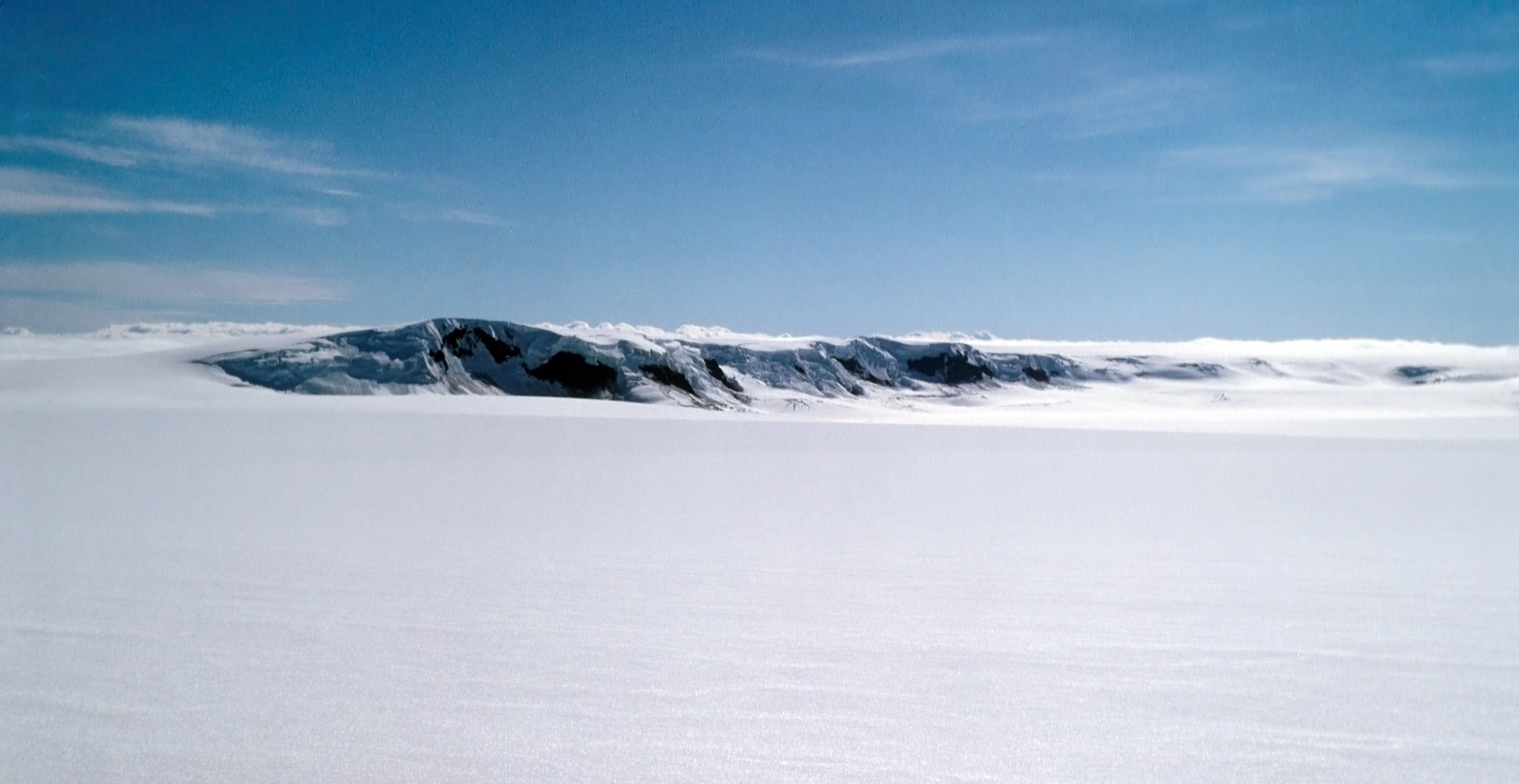
Grimsvötn

## Vulcani islandesi
L'isola conta oltre 130 vulcani, fra attivi e inattivi. Sotto l'isola si trovano all'incirca 30 sistemi vulcanici attivi (considerati tali dalla geologia se hanno eruttato negli ultimi 10.000 anni), in tutte le zone del Paese tranne la Vestfirðir. Alcuni, come Hekla e Krafla, hanno eruzioni circa ogni 10 anni. Sono tutti compresi negli Altopiani d'Islanda.
I principali vulcani islandesi sono:
- nel sud-ovest dell'isola:
  - Hekla
  - Eyjafjöll
  - Katla
  - Eldgjá
  - Esjan
  - Laki
  - Hvannadalshnjúkur (ovvero Öræfajökull)
  - Snæfellsjökull
  - Baula
  - Fagradalsfjall

- nel nord del Paese:
  - Grímsvötn
  - Kverkfjöll
  - Krafla
  - Askja
  - Herðubreið

Inoltre vi sono vulcani molto attivi anche sulle Isole Vestmann, come ad esempio Surtsey e Eldfell (sull'isola Heimaey).
Tra le zone attive ci sono pure le zone del vulcano centrale Hengill, Hveragerði e Haukadalur, con i noti geyser (Stokkur e Geysir).
Crateri meno attivi ma piuttosto noti sono il cratere di Grábrók presso Baula a nord di Borgarnes e Kerið tra Selfoss e Haukadalur.
Notoriamente associato al fenomeno delle solfatare è il Brennisteinsalda.

## Lista dei vulcani attivi
Vengono considerati attivi i vulcani che hanno avuto almeno un'eruzione negli ultimi 10.000 anni e che quindi possono essere attualmente in fase di dormienza.
I vulcani sono riportati in ordine di altezza decrescente.
| Vulcano centrale          | Altezza (m) | Catena montuosa – Sistema vulcanico | Catena montuosa – Sistema vulcanico |
| ------------------------- | ----------- | ----------------------------------- | ----------------------------------- |
| Hvannadalshnjúkur         | 2110        | Öræfajökull                         | Öræfajökull                         |
| Bárðarbunga               | 2010        | Bárðarbunga, Vatnajökull            | Bárðarbunga, Vatnajökull            |
| Austur-Kverkfjöll         | 1933        | Kverkfjöll                          | Kverkfjöll                          |
| Snæfell (Eyjabakkajökull) | 1833        | Snæfell                             | Snæfell                             |
| Hofsjökull                | 1765        | Hofsjökull                          | Hofsjökull                          |
| Grímsvötn                 | 1720        | Grímsvötn, Vatnajökull              | Grímsvötn, Vatnajökull              |
| Eyjafjallajökull          | 1666        | Eyjafjallajökull                    | Eyjafjallajökull                    |
| Tungnafellsjökull         | 1535        | Tungnafellsjökull                   | Tungnafellsjökull                   |
| Esjufjöll                 | 1522        | Esjufjöll, Vatnajökull              | Esjufjöll, Vatnajökull              |
| Askja                     | 1510        | Dyngjufjöll                         | Dyngjufjöll                         |
| Hekla                     | 1491        | Hekla                               | Hekla                               |
| Snækollur                 | 1482        | Kerlingarfjöll                      | Kerlingarfjöll                      |
| Trölladyngja              | 1468        | Ódáðahraun                          | Ódáðahraun                          |
| Ýmir                      | 1462        | Tindfjallajökull                    | Tindfjallajökull                    |
| Skaftárkatlar             | 1460        | Grímsvötn                           | Grímsvötn                           |
| Katla                     | 1450        | Mýrdalsjökull                       | Mýrdalsjökull                       |
| Snæfellsjökull            | 1446        | Snæfellsjökull                      | Snæfellsjökull                      |
| Hveravellir               | 1355        | Langjökull                          | Langjökull                          |
| Prestahnúkur              | 1220        | Prestahnúkur, Langjökull            | Prestahnúkur, Langjökull            |
| Torfajökull               | 1190        | Torfajökull                         | Torfajökull                         |
| Ljósufjöll                | 1063        | Ljósufjöll                          | Ljósufjöll                          |
| Helgrindur                | 988         | Lýsuskarð                           | Lýsuskarð                           |
| Bláhnúkur                 | 940         | Altopiani d'Islanda                 | Altopiani d'Islanda                 |
| Ketildyngja               | 939         | Fremri-Námur                        | Fremri-Námur                        |
| Krafla                    | 818         | Krafla                              | Krafla                              |
| Skeggi                    | 803         | Hengill                             | Hengill                             |
| Hrafnabjörg               | 763         | Hrafnabjörg                         | Hrafnabjörg                         |
| Laugarfjall               | 700         | Geysir                              | Geysir                              |
| Vífilsfell                | 655         | Brennisteinsfjöll                   | Brennisteinsfjöll                   |
| Þeistareykjabunga         | 564         | Þeistareykir                        | Þeistareykir                        |
| Hrómundartindur           | 561         | Hrómundartindur                     | Hrómundartindur                     |
| Álútur                    | 471         | Grensdalur                          | Grensdalur                          |
| Trölladyngja (Reykjanes)  | 379         | Krýsuvík                            | Krýsuvík                            |
| Þorbjörn                  | 243         | Svartsengi                          | Svartsengi                          |
| Seyðishólar               | 214         | Grímsnes                            | Grímsnes                            |
| Eldfell                   | 200         | Isole Vestmann                      | Isole Vestmann                      |
| Surtsey                   | 154         |                                     |                                     |
| Gunnuhver                 | 40          | Sistema vulcanico di Reykjanes      | Sistema vulcanico di Reykjanes      |
| Kolbeinsey                | 8           | Dorsale Kolbeinsey                  | Sistema vulcanico sottomarino       |
| Njörður                   | −400        | Dorsale di Reykjanes                | Sistema vulcanico sottomarino       |

## Altri vulcani
Brennisteinsalda • Bláhnjúkur • Eldborg • Eyjafjöll • Grímsnes • Hekla • Hengill • Hvannadalshnjúkur • Katla • Kerlingarfjöll • Krýsuvík • Krakatindur • Ljósufjöll • Lýsuhóll •Ok • Prestahnúkur • Snæfellsjökull • Tindfjöll • Torfajökull • Vatnafjöll • Þórólfsfell • Askja • Bárðarbunga • Dimmuborgir • Eldgjá • Esjufjöll • Fremri-Námur • Grímsvötn • Herðubreið • Hverfjall • Kolbeinsey • Kollóttadyngja • Krafla • Kverkfjöll • Laki • Loki-Fögrufjöll • Tjörnes • Tungnafellsjökull • Þeistareykjabunga • Eldfell • Helgafell • Jólnir • Reykjaneshryggur •Surtsey